# Denton, Gravesham
Denton är en ort i distriktet Gravesham, i grevskapet Kent, i England. Denton var en civil parish fram till 1935 när blev den en del av Gravesend. Civil parish hade 1 258 invånare år 1931. Byn nämndes i Domedagsboken (Domesday Book) år 1086, och kallades då Danitone.